# Dem Täter auf der Spur/Episodenliste
Die Liste der Episoden von Dem Täter auf der Spur enthält alle Episoden der deutschen Fernsehkrimireihe Dem Täter auf der Spur sortiert nach dem Datum der deutschen Erstausstrahlung. Die Serie umfasst 17 Episoden. Die Erstausstrahlung der vom Studio Hamburg für den NDR produzierten Reihe erfolgte in Deutschland zwischen dem 15. Juli 1967 und dem 4. August 1973 in der ARD.
| Folge | Titel                  | Darsteller | Autoren                                                     | Regie         | Erstausstrahlung   | Besonderheiten |
| ----- | ---------------------- | --- | ----------------------------------------------------------- | ------------- | ------------------ | --- |
| 1     | Am Rande der Manege    | Kommissar Bernard: Günther Neutze Inspektor Mireux: Günther Stoll Clown Bock: Rudolf Schündler Catherine de Letrade: Astrid Frank Hubert de Sireuil: Friedrich Joloff Amelie: Ingeborg Lapsien Raphael Perugia: Herbert Fleischmann Cesar Segala: Helmuth Schneider Alexandre Dufau: Horst Schweimler André Sury: Hans-Jürgen Janza Pamela: Margrit Nefen Adrien: Horst Hesslein Zirkusinspizient: Horst Michael Neutze Wachtmeister Dartienne: Rolf Nagel u. v. a. | André Maheux, Henry Grangé                                  | Jürgen Roland | 15. Juli 1967      | schwarzweiß; im Studio (1990): Victoria Voncampe, Rüdiger Wolff, Jürgen Roland; entspricht der 19. Episode der 1. Staffel ("Sur la piste...") der französischen Fernsehserie "Les Cinq Dernières Minutes" (Die letzten fünf Minuten) von Claude Loursais                 |
| 2     | Zehn Kisten Whisky     | Kommissar Bernard: Günther Neutze Inspektor Mireux: Günther Stoll Gilbert Dennevy: Klaus Löwitsch Kellermeister Roujan: Stanislav Ledinek Denise Dennevy: Ruth Maria Kubitschek Claudine Luriecq: Christiane Thorn Gaston Luriecq: Herbert Weissbach Martial Gaillan: Herbert Fux Ginette Gaillan: Korinna Rahls Marcel Bricoud: Gerhard Hartig François Larpin: Heiner Schmidt Paul Gimont: Krikor Melikyan Gruas: Ingeborg Kloiber Polizist bei der Kripo: Gerhard Frickhöffer Fahrer bei der Polizei: Hans-Jürgen Janza u. v. a.                                                          | Henry Grangé, André Maheux und Louis C. Thomas              | Jürgen Roland | 9. Dezember 1967   | schwarzweiß; im Studio (1992): Birgit Schanzen, Ulrich Wickert, Jürgen Roland; entspricht der 32. Episode der 1. Staffel ("Quand le vin est tiré ...") der französischen Fernsehserie "Les Cinq Dernières Minutes" (Die letzten fünf Minuten) von Claude Loursais        |
| 3     | Schrott                | Kommissar Bernard: Günther Neutze Inspektor Janot: Karl Lieffen Lina Favril: Margot Trooger René Durtol: Bernd Herzsprung Antoine Durtol: Alexander Golling Patricia Keller: Monika Zinnenberg Marcel Gaudry: Gernot Endemann Joseph Vernejoux: Rudolf Schündler Paulette Vernejoux: Viktoria Brams Victor Chamoussey: Horst Michael Neutze Barmann: Karl-Heinz Gerdesmann Wachtmeister b.d. Gendarmerie: Hans Ulrich u. v. a. | Henry Grangé, André Maheux                                  | Jürgen Roland | 8. Juni 1968       | schwarzweiß; im Studio (1992): Susan Stahnke, Hans Scheibner, Jürgen Roland; entspricht der 26. Episode der 1. Staffel ("La Mort d'un casseur") der französischen Fernsehserie Les Cinq Dernières Minutes (Die letzten fünf Minuten) von Claude Loursais                 |
| 4     | Das Fenster zum Garten | Kommissar Bernard: Günther Neutze Inspektor Janot: Karl Lieffen Delphine Morestel: Margot Trooger Pierre Morestel: Werner Peters Georgette: Petra Schröder Marc Notephel: Peter Weck Josselyne Terriel: Hannelore Elsner Jeanette Terriel: Renate Larsen Renato Buzzoni: Dieter Wilken Michel Lescure: Heiner Schmidt Sylvie Lescure: Rosemarie Fendel der 'Herzog': Werner Vielhaber Mathilde Goujon: Elma Karlowa Gerichtsarzt: Stanislav Ledinek Kriminalbeamter: Eberhard Fechner Gärtner Tardiveau: Konrad Mayerhoff Erste Frau: Gerdamaria Jürgens Zweite Frau: Peggy Parnass u. v. a. | Jean-Luc Terrex, Adaption von André Maheux und Henry Grangé | Jürgen Roland | 31. Mai 1969       | schwarzweiß; im Studio (1990): Walter Eschweiler, Dirk Fischer, Jürgen Roland; entspricht der 30. Episode der 1. Staffel ("Fenêtre sur jardin") der französischen Fernsehserie Les Cinq Dernières Minutes (Die letzten fünf Minuten) von Claude Loursais                 |
| 5     | Familienärger          | Walter Jokisch, Mady Rahl, Rudolf Schündler, Hans-Jürgen Bäumler, Hilde Sessak, Karl Schönböck | Henry Grangé, André Maheux                                  | Jürgen Roland | 4. Oktober 1969    | schwarzweiß; im Studio (1990): Heidrun von Goessel, Wilhelm Wieben, Jürgen Roland; entspricht der 17. Episode der 1. Staffel ("Les dessus des cartes") der französischen Fernsehserie Les Cinq Dernières Minutes (Die letzten fünf Minuten) von Claude Loursais          |
| 6     | Frau gesucht…          | Werner Peters, Barbara Rütting, Carl Schell, Stella Mooney, Heinz Fabian, Horst Beck, Willy Witte | Henry Grangé, André Maheux                                  | Jürgen Roland | 28. März 1970      | schwarzweiß; im Studio (1990): Sabine Christiansen, Werner Baecker, Jürgen Roland |
| 7     | Puppen reden nicht     | Will Quadflieg, Hans Korte, Edith Schultze-Westrum, Jan Hendriks, Helen Vita, Violetta Ferrari, Dieter Borsche, Margot Trooger | Henry Grangé, André Maheux                                  | Jürgen Roland | 27. Juni 1970      | im Studio: Cornelia Froboess, Anneliese Rothenberger, Hänschen Frömming, Jürgen Roland; entspricht der 24. Episode der 1. Staffel ("Le Tziganes et la Dactylo") der französischen Fernsehserie Les Cinq Dernières Minutes (Die letzten fünf Minuten) von Claude Loursais |
| 8     | Froschmänner           | Gerd Baltus, Heidelinde Weis, Art Brauss, Uwe Friedrichsen, Carl Lange, Günter Lüders | Henry Grangé, André Maheux                                  | Jürgen Roland | 19. September 1970 | im Studio: Ingrid Mickler-Becker, Walter Giller, Hans Hass, Jürgen Roland; entspricht der 37. Episode der 1. Staffel ("La Chasse aux grenouilles") der französischen Fernsehserie Les Cinq Dernières Minutes (Die letzten fünf Minuten) von Claude Loursais              |
| 9     | Schlagzeile: Mord      | Heidi Brühl, Karl Walter Diess, Wolfgang Lukschy, Dénes Törzs, Herbert Mensching, Ernst Stankovski | Henry Grangé, Pierre Nivoller                               | Jürgen Roland | 19. Dezember 1970  | im Studio: Liselotte Pulver, Peter Kreuder, Huschke von Hanstein, Jürgen Roland; entspricht der 27. Episode der 1. Staffel ("Un mort à la une") der französischen Fernsehserie Les Cinq Dernières Minutes (Die letzten fünf Minuten) von Claude Loursais                 |
| 10    | Tod am Steuer          | Horst Frank, Evelyn Künneke, Hubert von Meyerinck, Ulli Philipp, Günther Ungeheuer |                                                             | Jürgen Roland | 15. Mai 1971       | im Studio: Katja Ebstein, Hansjörg Felmy, Hansi Schmidt, Jürgen Roland; entspricht der 46. Episode der 1. Staffel ("Tarif de nuit") der französischen Fernsehserie Les Cinq Dernières Minutes (Die letzten fünf Minuten) von Claude Loursais                             |
| 11    | Flugstunde             | Hansjörg Felmy, Cordula Trantow, Margot Trooger, Karl-Heinz Hess, Joachim Richert, Joseph Offenbach, Helen Vita |                                                             | Jürgen Roland | 27. November 1971  | im Studio: Maria Schell, Roberto Blanco, Hans-Dietrich Genscher, Jürgen Roland; entspricht der 38. Episode der 1. Staffel ("Pigeon vole") der französischen Fernsehserie Les Cinq Dernières Minutes (Die letzten fünf Minuten) von Claude Loursais                       |
| 12    | In Schönheit sterben   | Klaus Löwitsch, Monika Peitsch, Eva Pflug, Hans Söhnker | Jean Cosmos, Fred Kassak, Louis C. Thomas                   | Jürgen Roland | 10. Juni 1972      | im Studio: Brigitte Beckenbauer, Ursula Herking, Hannelore Werner, Jürgen Roland |
| 13    | Ohne Kranz und Blumen  | Wolfgang Kieling, Rudolf Schündler, Cordula Trantow, Margot Trooger, Walter Kohut, Ingmar Zeisberg, Dirk Dautzenberg | Henry Grangé, André Maheux                                  | Jürgen Roland | 22. Juli 1972      | im Studio: Heide Rosendahl, Reinhard Mey, Werner Finck, Jürgen Roland; entspricht der 33. Episode der 1. Staffel ("Sans fleurs ni couronnes") der französischen Fernsehserie Les Cinq Dernières Minutes (Die letzten fünf Minuten) von Claude Loursais                   |
| 14    | Der Tod in der Maske   | Horst Frank, Monika Gabriel, Wolfgang Kieling, Heinz Schubert, Werner Pochath, Beate Hasenau, Andrea Rau | Fred Kassak, Jean Ferry                                     | Jürgen Roland | 4. November 1972   | im Studio: Polizeikommissarin Esther Lindemann, Dirk Reimers, Jürgen Roland; entspricht der 41. Episode der 1. Staffel ("La Mort masquée") der französischen Fernsehserie Les Cinq Dernières Minutes (Die letzten fünf Minuten) von Claude Loursais                      |
| 15    | Kein Hafer für Nicolo  | Ivan Desny, Christiane Maybach, Mady Rahl, Helmut Schmid, Claus Wilcke, Franz Muxeneder, Klaus Löwitsch | André Maheux, Henry Grangé                                  | Jürgen Roland | 16. Dezember 1972  | im Studio: Mareike Carrière, Kay Sabban, Jürgen Roland; entspricht der 22. Episode der 1. Staffel ("L'Avoine et l'Oseille") der französischen Fernsehserie Les Cinq Dernières Minutes (Die letzten fünf Minuten) von Claude Loursais                                     |
| 16    | Blinder Haß            | Ruth Maria Kubitschek, Anita Lochner, Günter Lüders, Rose Renée Roth, Hanne Wieder, Otto Kurth, Mady Rahl | Fred Kassak, Jean Ferry                                     | Jürgen Roland | 26. Mai 1973       | im Studio: Heidi Schüller, Bibi Johns, Hans Rosenthal, Jürgen Roland; entspricht der 40. Episode der 1. Staffel ("Histoire pas naturelle") der französischen Fernsehserie Les Cinq Dernières Minutes (Die letzten fünf Minuten) von Claude Loursais                      |
| 17    | Stellwerk 3            | Evelyn Opela, Gundy Grand, Mady Rahl, Hans Korte, Günther Ungeheuer, Uwe Dallmeier, Dieter Prochnow, Peter Ahrweiler, Joachim Richert, Günter Mack | Louis C. Thomas, Fred Kassak, Jean Cosmos                   | Jürgen Roland | 4. August 1973     | im Studio: Edith Hancke, Joachim Fuchsberger, Wolfgang Vaerst, Jürgen Roland; entspricht der 44. Episode der 1. Staffel ("Voies des faits") der französischen Fernsehserie Les Cinq Dernières Minutes (Die letzten fünf Minuten) von Claude Loursais                     |